# Гулльспонг (коммуна)
Гу́лльспонг (швед. Gullspångs kommun) — коммуна в Швеции в лене Вестра-Гёталанд.  Функции административного центра поделены между Гулльспонгом и Хувой.
Коммуна располагается на территории исторических провинций Вестергётланд и Вермланд.
Площадь коммуны — 316 км², население — 5221 жителей (2013).
По территории коммуны проходят европейский маршрут E20 и автомагистраль № 26.
В экономике коммуны главную роль играют машиностроительная и деревообрабатывающая промышленности. Порт Оттербеккена, имеющий сообщение со всей Средней Швецией, является одним из крупнейших портов на озере Венерн.

## Наиболее крупные населённые пункты
- Гордшё
- Гулльспонг
- Оттербеккен
- Скагерсвик
- Хува